# Highland Beach (Maryland)
Highland Beach és una població dels Estats Units a l'estat de Maryland. Segons el cens del 2000 tenia 109 habitants.

## Demografia
Segons el cens del 2000, Highland Beach tenia 109 habitants, 44 habitatges, i 27 famílies. La densitat de població era de 601,2 habitants/km².
Dels 44 habitatges en un 27,3% hi vivien nens de menys de 18 anys, en un 40,9% hi vivien parelles casades, en un 15,9% dones solteres, i en un 38,6% no eren unitats familiars. En el 31,8% dels habitatges hi vivien persones soles el 20,5% de les quals corresponia a persones de 65 anys o més que vivien soles. El nombre mitjà de persones vivint en cada habitatge era de 2,48 i el nombre mitjà de persones que vivien en cada família era de 3,11.
Per edats la població es repartia de la següent manera: un 26,6% tenia menys de 18 anys, un 2,8% entre 18 i 24, un 28,4% entre 25 i 44, un 29,4% de 45 a 60 i un 12,8% 65 anys o més.
L'edat mediana era de 42 anys. Per cada 100 dones de 18 o més anys hi havia 95,1 homes.
La renda mediana per habitatge era de 53.333$ i la renda mediana per família de 82.379$. Els homes tenien una renda mediana de 36.563$ mentre que les dones 31.250$. La renda per capita de la població era de 27.802$. Cap de les famílies i l'1,5% de la població estaven per davall del llindar de pobresa.

## Poblacions més properes
El següent diagrama mostra les poblacions més properes.